# Jungermannia towadaensis
Jungermannia towadaensis là một loài rêu tản trong họ Jungermanniaceae. Loài này được (S. Okamura) S. Hatt. miêu tả khoa học lần đầu tiên năm 1944.